# Urera nitida
Urera nitida là loài thực vật có hoa trong họ Tầm ma. Loài này được Brack miêu tả khoa học đầu tiên.